# トランシルベニア郡 (ノースカロライナ州)

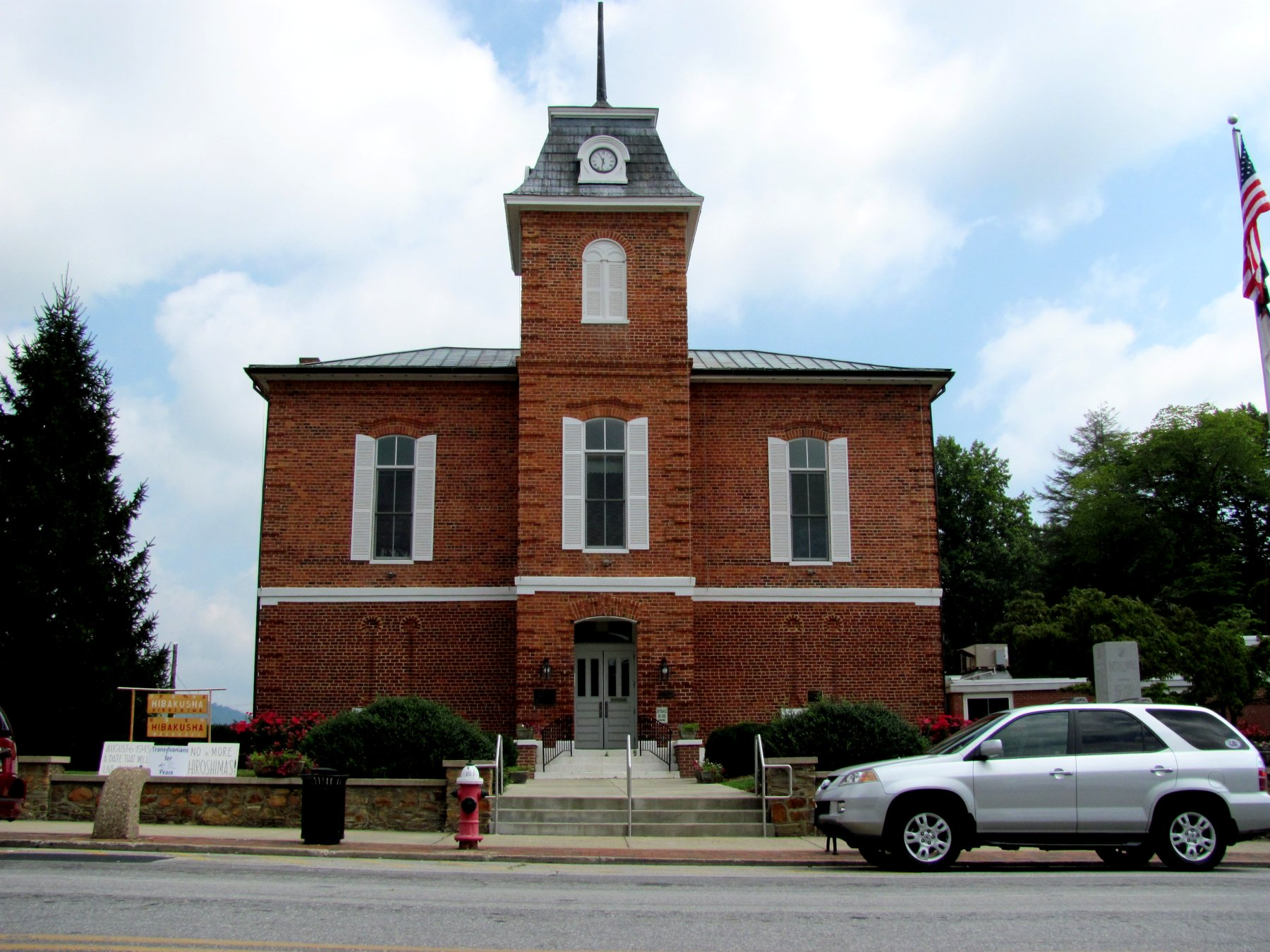
トランシルベニア郡庁舎

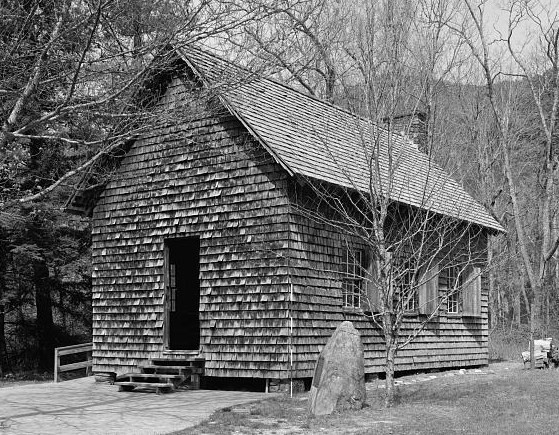
ビルトモア林業学校、1898年設立、国内初の林業学校

トランシルベニア郡（トランシルベニアぐん、英: Transylvania County）は、アメリカ合衆国ノースカロライナ州の西部に位置する郡である。2010年国勢調査での人口は33,090人であり、2000年の29,334人から12.8%増加した。郡庁所在地はブレバード市（人口7,609人）であり、同郡で人口最大の都市でもある。

## 歴史
トランシルベニア郡は1861年にヘンダーソン郡とジャクソン郡の一部を合わせて設立された。郡名は植民地時代のトランシルベニア会社から採られており、ラテン語の「トランス」（越えて）と「シルバ」（森）を合わせた造語である。

## 郡政府
トランシルベニア郡は地域自治体のランド・オブ・スカイ地域委員会のメンバーである。

## 地理
アメリカ合衆国国勢調査局に拠れば、郡域全面積は381平方マイル (990 km2)であり、このうち陸地378平方マイル (980 km2)、水域は2平方マイル (5.2 km2)で水域率は0.57%である。郡内には250以上の滝がある。年間90インチ (2,300 mm) 以上の降水量があり、州内でも最も雨の多い郡である。北東に30マイル (48 km) 離れたバンコム郡が、州内では最も雨量の少ない郡であるのと対照的である。ブルーリッジ・パークウェイが郡北東部を横切り標高6,000フィート (1,800 m) に達するアパラチア山脈の素晴らしい景観を提供している。郡内最高地点は郡庁所在地ブレバードの北西に位置する標高6,025フィート (1,836 m) のチェスナット・ノブである。

### 郡区
トランシルベニア郡は8つの郡区に分割されている。ボイド、ブレバード、キャセイズクリーク、ダンズロック、イースタトー、グロスター、ホッグバック、リトルリバーの各郡区である。

### 主要高規格道路
- アメリカ国道64号線
- アメリカ国道178号線
- アメリカ国道276号線
- ノースカロライナ州道215号線
- ノースカロライナ州道280号線
- ノースカロライナ州道281号線

### 隣接する郡
- ヘンダーソン郡 - 東
- グリーンビル郡 (サウスカロライナ州) - 南東
- ピケンズ郡 (サウスカロライナ州) - 南
- オコニー郡 (サウスカロライナ州) - 南西
- ジャクソン郡 - 西
- ヘイウッド郡 - 北西
- バンコム郡 - 北東

### 国立保護地域
- ブルーリッジ・パークウェイ（部分）
- ピスガ国立の森（部分）

## 人口動態
以下は2000年の国勢調査による人口統計データである。
| 基礎データ - 人口: 29,334人 - 世帯数: 12,320 世帯 - 家族数: 8,660 家族 - 人口密度: 30人/km2（78人/mi2） - 住居数: 15,553軒 - 住居密度: 16軒/km2（41軒/mi2） 人種別人口構成 - 白人: 93.67% - アフリカン・アメリカン: 4.21% - ネイティブ・アメリカン: 0.28% - アジア人: 0.38% - 太平洋諸島系: 0.02% - その他の人種: 0.31% - 混血: 1.12% - ヒスパニック・ラテン系: 1.02% | 年齢別人口構成 - 18歳未満: 20.4% - 18-24歳: 8.2% - 25-44歳: 23.1% - 45-64歳: 26.9% - 65歳以上: 21.4% - 年齢の中央値: 44歳 - 性比（女性100人あたり男性の人口） - 総人口: 92.7 - 18歳以上: 89.5 世帯と家族（対世帯数） - 18歳未満の子供がいる: 25.1% - 結婚・同居している夫婦: 58.6% - 未婚・離婚・死別女性が世帯主: 8.7% - 非家族世帯: 29.7% - 単身世帯: 26.1% - 65歳以上の老人1人暮らし: 12.4% - 平均構成人数 - 世帯: 2.30人 - 家族: 2.74人 | 収入と家計 - 収入の中央値 - 世帯: 38,587米ドル - 家族: 45,579米ドル - 性別 - 男性: 31,743米ドル - 女性: 21,191米ドル - 人口1人あたり収入: 20,767米ドル - 貧困線以下 - 対人口: 9.5% - 対家族数: 6.6% - 18歳未満: 11.8% - 65歳以上: 7.0% |

## 都市と町

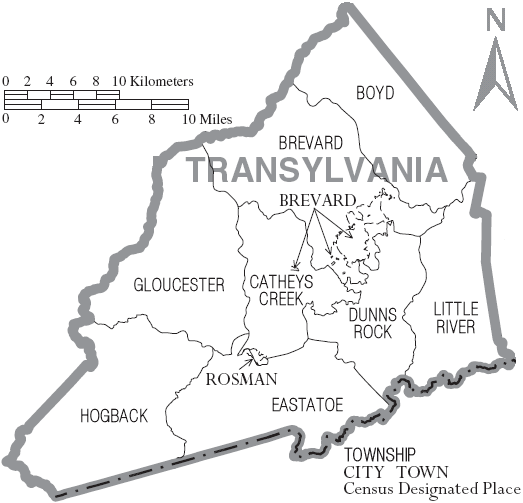
トランシルベニア郡の自治体と郡区

- ブレバード - 郡庁所在地
- ロスマン

### 未編入の町
| - バルサムグローブ - キャセイズクリーク - シーダーマウンテン - コネスティフォールズ - ダンズロック | - イーストフォーク - イースタトー - グロスター - レイクトクサウェイ - リトルリバー | - ペンローズ - ピスガフォレスト - ケベック - サファイア - シルバースティーン | - ホワイトウォーター - ウィリアムソンクリーク |

## 病院
- トランシルベニア地域病院

## 見どころ

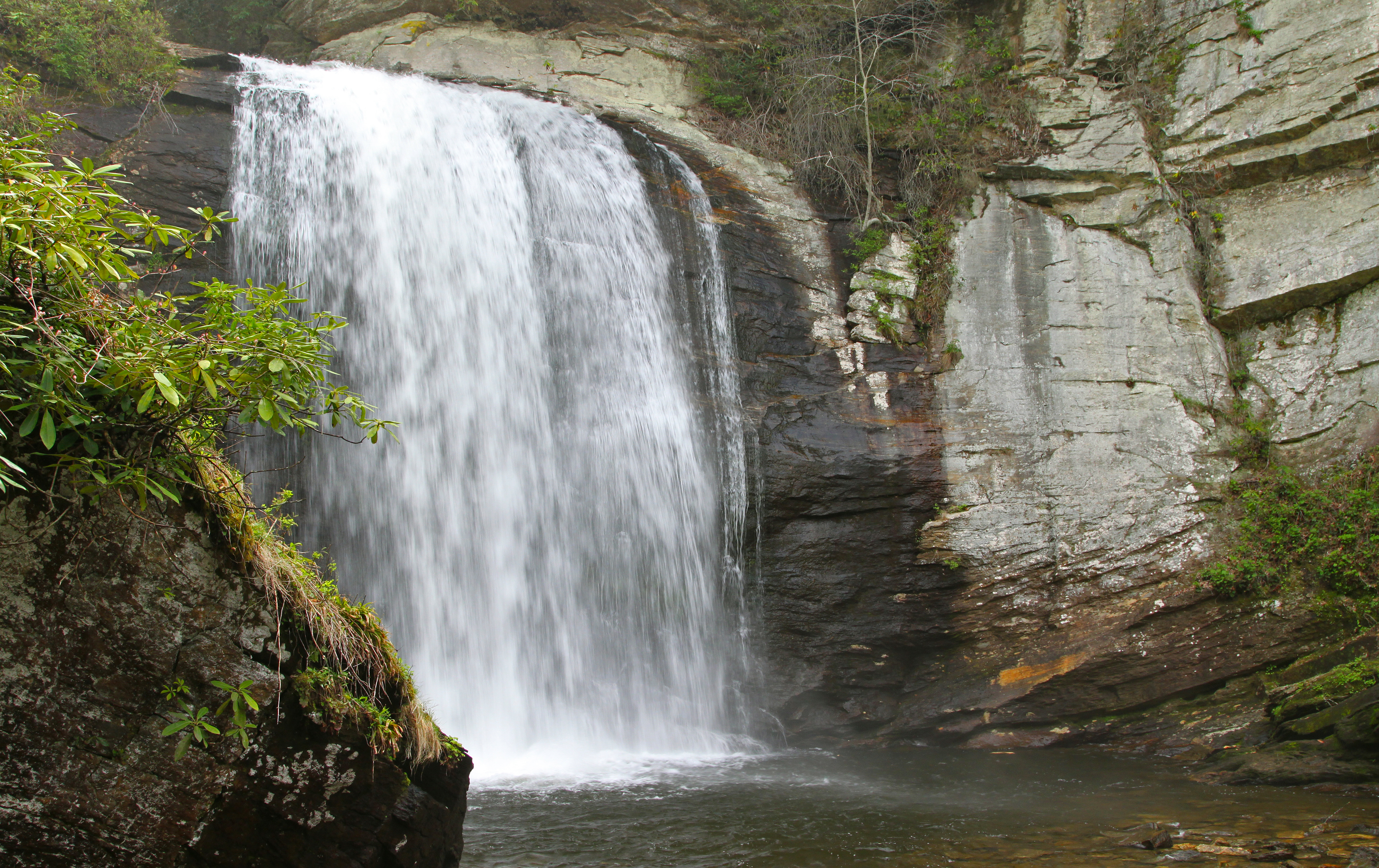
ルッキンググラス滝

- ブルーリッジ・コミュニティカレッジ、トランシルベニア・キャンパス
- ブレバード・ミュージックセンター
- ブレバード・カレッジ
- ブルーリッジ・パークウェイ
- デュポン州有林
- ゴージズ州立公園
- ルッキンググラス滝
- ピスガ国立の森
- ワイルズ・クリスチャン・キャンプ